# Shanzhou
Shanzhou (陕州区,  Shǎnzhōu Qū) ist ein Stadtbezirk der bezirksfreien Stadt Sanmenxia in der zentralchinesischen Provinz Henan. Shanzhou hat eine Fläche von 1.610 km² und zählt 353.200 Einwohner (Stand: Ende 2018). Sein Hauptort ist die Großgemeinde Daying (大营镇).

## Administrative Gliederung
Auf Gemeindeebene setzt sich der Stadtbezirk aus vier Großgemeinden und neun Gemeinden zusammen. 